# WatchOS 4
watchOS 4 è la quarta versione del sistema operativo per Apple Watch sviluppato dalla Apple Inc. È stata presentata durante la Worldwide Developers Conference del 5 giugno 2017, ed è stata pubblicata il 19 settembre dello stesso anno.